# 코치도마뱀붙이
코치도마뱀붙이(Mediodactylus kotschyi )는 코치 게코(Kotschy's gecko)라고도 불리며, 남동부 유럽과 중동에 서식하며 도마뱀붙이과에 속한 일종이다. 이름은 오스트리아의 식물학자이자 탐험가 칼 게오르그 테어도어 코치(:en:Karl Georg Theodor Kotschy)를 기려 지었다.

## 형태
코치는 꼬리까지 10 cm에 이르는 날씬한 도마뱀붙이류이다. 암컷은 수컷보다 살짝 크다. 사지와 꼬리는 가늘고, 등과 꼬리에는 작은 결절(en:tubercle)들이 나있다. 발가락에는 빨판이 없지만 길다란 편이고 중간에 휘어져있다. 체색은 상당히 다채로우며 노랑빛 갈색, 회색빛 갈색, 짙은 갈색이나 붉은빛 검은색 바탕에, 등을 가로지르는 짙은 색깔의 W자 무늬가 나있다. 다른 도마뱀붙이류처럼 무늬는 변하지 않지만 전체적인 색조는 추울 때는 짙어지고 더울 때는 밝아진다. 밑부분은 노랑색이나 주황색이다.

## 분포
코치는 우크라이나, 불가리아, 세르비아, 북마케도니아, 알바니아, 그리스, 사이프러스, 터키, 시리아, 레바논, 요르단, 이스라엘에 토착한다. 보통 절벽, 바위가 널린 건조한 지역, 덤불, 나무줄기, 돌벽, 건물의 내외부에 서식한다. 고도 1,700m에 이르는 곳에서까지 발견되지만, 주로 저지대에 서식한다.

## 습성
코치는 주로 야행성이지만 시원한 계절에는 낮에도, 특히 이른 아침이나 늦은 저녁에 활동적이다. 발가락에 빨판이 없지만 굉장히 잘 기어오른다. 하지만 기어오르기를 좋아하지 않으며 흔히 발견되는 벽도마뱀(en:Podarcis)에 비해 높이 기어오르지 않는다. 방해를 받으면 빽빽한 덤불 속으로 물러나고, 바위 사이의 틈새에 숨거나, 돌출부의 밑부분에 매달린다. 건물에서는 자주 발견되지는 않는다. 높은 음정으로 "칙칙칙"하고 짖으며, 암수는 구애를 할 때 서로에게 짖을 수도 있다.

## 번식
암컷 코시는 한 번에 두 개, 때때로 한 개의 알을 바위 밑이나 균열 안에 낳으며, 11~18 주 후에는 2 cm 정도의 유체가 부화한다. 유체는 2년이 지나면 성숙하며. 코치는 사육 상태에서는 9년까지 살아간다고 알려져있다.

## 보전
코치는 IUCN에 "관심 필요"로 등재되었는데, 굉장히 널리 분포하며 대부분의 분포영역에서 흔하기 때문이다. 개체수의 현황은 미지수이지만, 딱히 당면한 위협은 없다. 그렇지만 코시가 주로 나무줄기에서 서식하는 이스라엘과 요르단에서는 탈산림화가 문제가 될 수 있다. 코치는 종복합체(:en:species complex)일 수도 있으며, 만약 그렇다면 개별 종들은 좀 더 높은 수준의 위기등급이 매겨져야 할지도 모른다.

## 참고 문헌
- Boulenger GA (1885). Catalogue of the Lizards in the British Museum (Natural History). Second Edition. Volume I. Geckonidæ ... London: Trustees of the British Museum (Natural History). (Taylor and Francis, printers). xii + 436 pp. + Plates I-XXXII. (Gymnodactylus kotschyi, p. 29).
- Steindachner F (1870). "Herpetologische Notizen (II). I. Reptilien gesammelt während einer Reise in Senegambien (October bis December 1868) ". Sitzungsberichte der Mathematisch-Naturwissenschaftlichen Classe der Kaiserlichen Akademie der Wissenschaften 62: 326-335 + Plates I-VIII. (Gymnodactylus kotschyi, new species, pp. 329-330 + Plate I, Figures 1-2). (in German).